# Réserve écologique Rolland-Germain

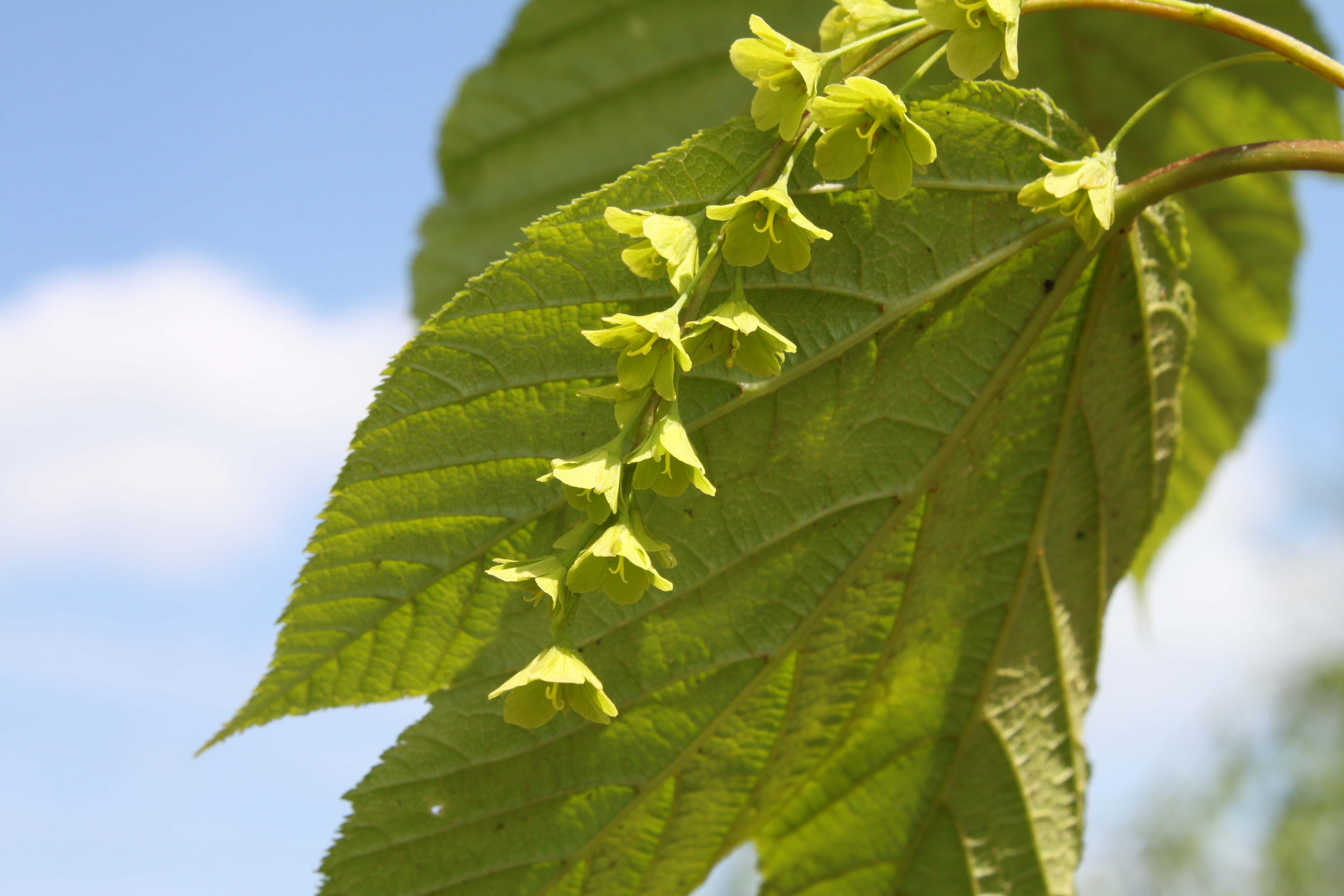
Blätter und Blüten des Streifen-Ahorn (Acer pensylvanicum)

Die Réserve écologique Rolland-Germain ist ein im Jahr 1991 auf einer Fläche von 1366 ha eingerichtetes Schutzgebiet im Südwesten der kanadischen Provinz Québec in der regionalen Grafschaftsgemeinde La Vallée-de-la-Gatineau.
Es liegt 30 km nördlich der Gemeinde Maniwaki westlich des Lac Lytton. Es repräsentiert und schützt die für das mittlere Gatineau-Gebiet typischen Wälder, in denen die Gelb-Birke vorherrscht.
Das Schutzgebiet ist typisch für die oberen Laurentiden, bzw. diesen Teil des Kanadischen Schilds. Es befindet sich zwischen 250 und 500 m über dem Meeresspiegel, doch finden sich zahlreiche Senken. Der Untergrund besteht vielfach aus Gneis und Quarzit sowie Calciumcarbonat, auf dem während und nach der letzten Eiszeit Tillit abgelagert wurde. Von Fels und Gestein durchsetzte Braunerde und Podsol umschreibt die Böden der Region, in den tiefer gelegenen Gebieten mit Lagen organischen Materials.
Wald bedeckt 95 % der Fläche des Schutzgebiets. Neben der Gelbbirke findet sich die Balsam-Pappel, aber auch der Abendländische Lebensbaum. Der Streifen-Ahorn findet hier einen seiner nördlichsten Standorte, ebenso wie die Amerikanische Buche.
Der Weißwedelhirsch, aber auch Elche und Schwarzbären, der Schneeschuhhase (franz.: lièvre d'Amérique) und der Waschbär finden sich im Schutzgebiet.
Der Name des Gebiets geht auf Bruder Rolland Germain (1881–1972) zurück. Er kam 1905 aus Frankreich nach Kanada und befasste sich zusammen mit Bruder Marie-Victorin mit der Flora Québecs. Ihre Erträge publizierten sie in Flore laurentienne. Rolland Germain lehrte von 1914 bis 1926 in Ottawa. Dort veröffentlichte er die erweiterten Arbeiten seines Ordensbruders in Flore de l'Anticosti-Minganie. Sein Herbarium überließ er der Université de Sherbrooke.